# 2005–2006-os szlovák labdarúgó-bajnokság (első osztály)
A 2005–2006-os szlovák nemzeti labdarúgó-bajnokság első osztálya tíz csapat részvételével rajtolt. A címvédő Artmedia Bratislava nem tudta megvédeni bajnoki címét, a bajnokság győztese az MFK Ružomberok csapata lett. A csapatnak ez volt a történelmük során az elő bajnoki címük. A gólkirály Róbert Rák az Nitrából, és Erik Jendrišek, az MFK Ružomberokból lett. Mindketten 21 gólt értek el.

## Végeredmény
| #   | Csapat                | M  | GY | D  | V  | G+ – G– | GK  | P  | Megjegyzések                                   |
| --- | --------------------- | -- | -- | -- | -- | ------- | --- | -- | ---------------------------------------------- |
| 1.  | MFK Ružomberok        | 36 | 26 | 2  | 8  | 62–28   | +34 | 80 | 2006–2007-es Bajnokok Ligája – 2. selejtezőkör |
| 2.  | Artmedia BratislavaCV | 36 | 23 | 5  | 8  | 58–33   | +25 | 74 | 2006–2007-es UEFA-kupa – 1. selejtezőkör       |
| 3.  | Spartak Trnava        | 36 | 21 | 5  | 10 | 57–31   | +26 | 68 | 2006–2007-es UEFA-kupa – 1. selejtezőkör       |
| 4.  | MŠK Žilina            | 36 | 18 | 6  | 12 | 69–44   | +25 | 60 |                                                |
| 5.  | NitraÚ                | 36 | 12 | 9  | 15 | 42–48   | −6  | 45 |                                                |
| 6.  | Dukla Banská Bystrica | 36 | 12 | 6  | 18 | 37–42   | −5  | 42 |                                                |
| 7.  | AS Trenčín            | 36 | 11 | 9  | 16 | 31–49   | −18 | 42 |                                                |
| 8.  | ZŤS Dubnica nad Váhom | 36 | 10 | 10 | 16 | 41–55   | −14 | 40 |                                                |
| 9.  | Inter Bratislava      | 36 | 7  | 9  | 20 | 27–62   | −35 | 30 |                                                |
| 10. | Matador Púchov        | 36 | 7  | 5  | 24 | 29–64   | −35 | 26 |                                                |

Forrás: rsssf.com 
A rangsorolás alapszabályai: 1. összpontszám, 2. egymás elleni eredmények összpontszáma, 3. gólkülönbség, 4. szerzett gólok száma.
(B): Bajnokcsapat, (K): Kieső csapat, (F): Feljutó csapat, (I): Kupainduló, (R): A rájátszás győztese, (KGY): Kupagyőztes

## Külső hivatkozások
- A bajnokság honlapja